# سيرو أحمر
السيرو الأحمر أو الساروية الحمراء (الاسم العلمي: Capricornis rubidus) حيوان ثديي وهو أحد أنواع السيرو الستة. متوطن في شمال بورما وشمال شرق الهند وكان يعد نوعا فرعيا من السيرو السومطري، وهو من الأنواع المهددة بالانقراض.